# Work Bitch
Work Bitch – piosenka z gatunku elektronicznej muzyki tanecznej stworzona na ósmy album studyjny amerykańskiej piosenkarki Britney Spears Britney Jean (2013). Wyprodukowany przez will.i.ama, utwór wydany został jako inauguracyjny singel promujący krążek dnia 17 września 2013 roku.
Singel wydano też w wersji ocenzurowanej, pod tytułem „Work Work”. Na międzynarodowych listach przebojów utwór odniósł względny sukces, będąc notowanym w Top 20 większości list. W zestawieniu Billboard Hot 100 zajął 12. miejsce.

## Recenzje
Odbiór nagrania przez krytyków był mieszany. Sal Cinquemani (Slant Magazine) krytykował piosenkę za „boleśnie agresywne beaty” oraz „niemelodyjne hooki”. Chris Eggertsen (HitFix) uznał „Work Bitch” za „doskonały klubowy przebój”, choć wątpił, że utwór przyjmie się w radiofoniach.

## Listy utworów i formaty singla
Singel CD
1. „Work Bitch” – 4:07
2. „Work Bitch” (Instrumental) – 4:07

Digital download
1. „Work Bitch” – 4:07

Digital download (Clean Version)
1. „Work Work” – 4:07